# Jak zostałem gangsterem. Historia prawdziwa
Jak zostałem gangsterem. Historia prawdziwa – polski film sensacyjny z 2019 w reżyserii Macieja Kawulskiego, którego premiera odbyła się 3 stycznia 2020.

## Fabuła
Akcja filmu zaczyna się w latach 70. Główny bohater jako młody chłopiec odkrywa, że adrenalina jest tym, co sprawia mu największą radość. Szuka też łatwych sposobów zdobywania pieniędzy. Wspólnie z przyjacielem buduje własną armię. Zaczynali w kreszowych dresach, a stworzyli organizację przestępczą, która przez chwilę panowała nad całym krajem. Film jest luźno oparty na kilkunastu życiorysach.

## Obsada
Opracowano na podstawie materiału źródłowego.

- Marcin Kowalczyk jako Bohater
- Tomasz Włosok jako „Walden”
- Natalia Szroeder jako Magda
- Natalia Siwiec jako Viola
- Józef Pawłowski jako „Tysiek”
- Jan Frycz jako Daniel
- Janusz Chabior jako „Magi”
- Adam Bobik jako „Łomek”
- Maciej Łuczkowski jako „Mariuszek”
- Adam Woronowicz jako Ryszard
- Mateusz Nędza jako „Krater”
- Waldemar Kasta jako „Golum”
- Anna Krotoska jako Matka „Bohatera”
- Piotr Rogucki jako Marian
- Adrian Kłos jako Ochroniarz w dyskotece
- Michał Zakrzewski jako „Łom”
- Marek Dyjak jako Bielawski, oficer CBŚ
- Andrzej Kłak jako „Kwaśniak”
- Piotr Miazga jako „Ziko”
- Anna Karczmarczyk jako Antykwariuszka Zosia
- Ngô Văn Tưởng jako Biznesmen
- Tomira Kowalik jako Matka „karka”
- Magdalena Celmer jako Kobieta na ulicy
- Adam Pater jako Wykładowca SGGW
- Marek Żerański jako Lekarz
- Marek Kasprzyk jako Strażnik więzienny
- Paweł Wójcik jako Komentator
- Andrzej Janisz jako Komentator

## Ścieżka dźwiękowa
- Tymek – Jak zostałem gangsterem ft. Kasta (prod. Matheo)
- Muniek Staszczyk – Ołów (prod. Jurek Zagórski)
- Malik Montana – Mitoman (prod. KD-Beatz & Niza)

## Nagrody
- 22. ceremonia wręczenia Orłów (Warszawa, 2020)
  - Karolina Kordas w kategorii Najlepsza charakteryzacja (nominacja)[4]
- 45. Festiwal Polskich Filmów Fabularnych w Gdyni (Gdynia, 2020)
  - Tomasz Włosok w kategorii Drugoplanowa rola męska (wygrana)[5]